# الئانر راش
الئانر راش (به انگلیسی: Eleanor Rosch) استاد روانشناسی و فلسفه ذهن در دانشگاه برکلی در کالیفرنیا است. تخصص او در روان‌شناسی شناختی است. او برای نظریه‌اش با نام نظریه پروتوتایپها دربارهٔ گروه‌بندی مفاهیم شناخته شده‌است.

## زندگی و تحصیلات
الئانر راش در سال ۱۹۳۸ در آمریکا به دنیا آمد. او در آمریکا بزرگ شد و به مدرسه رفت. سپس به کالج رید در واشینگتن رفت و لیسانس فلسفه از این دانشگاه گرفت. او سپس در زمینه شناخت از دانشگاه هاروارد دکترا اخذ کرد. او همراه با همسرش کارل هایدر در زمنیه روانشناسی و فلسفه شناخت تحقیق کرد. او مردم پاپوآ گینه نو را از نظر گروه‌بندی مفاهیم ذهنی مورد مطالعه قرار داد و سپس نظریه پروتوتایپ‌ها را مطرح کرد. این نظریه از شناخته‌شده‌ترین نظریه‌های روانشناسی و فلسفه ذهن می‌باشد.

## آثار

### کتاب‌ها
- The Embodied Mind. MIT Press, 1991
- Cognition and Categorization. Hillsdale NJ: Lawrence Erlbaum Associates, 1978

## مقاله‌ها
مقاله‌های الئانر راش در مجله‌های معتبر آمریکا منتشر شده‌است که موارد زیر نمونه‌هایی از مقاله‌های او است:
- Rosch, E.H. (1973). "Natural categories". Cognitive Psychology. 4 (3): 328–50
- Rosch, R.H. (1975). "Cognitive reference points". Cognitive Psychology. 7 (4): 532–47
- Rosch, E.H. ; Mervis, C.B. ; Gray, W.D. ; Johnson, D.M. ; Boyes-Braem, P. (1976). "Basic objects in natural categories". Cognitive Psychology. 8 (3): 382–439
- Rosch, E.H. ; Mervis, C.B. (1981). "Categorization of Natural Objects". Annual Review of Psychology. 32: 89–113
- Eleanor Rosch (2002). "How to catch James's mystic germ: Religious experience, Buddhist meditation and psychology". Journal of Consciousness Studies. 9 (9–10): 37–56
- Eleanor Rosch (2003). "The basis of compassion: Western science in dialog with the Dalai Lama". PsycCRITIQUES. American Psychological Association. 48 (3): 330–332